# Fransenlippenfledermaus
Die Fransenlippenfledermaus (Trachops cirrhosus) ist eine Fledermausart aus der Unterfamilie der Lanzennasen (Phyllostominae). Ihren Namen hat sie von den warzenähnlichen Fortsätzen auf der Unterlippe.
Das Fell dieser Fledermaus ist rötlich-braun oder gräulich gefärbt, charakteristisch sind wie bei vielen Lanzennasen die langen, quergefurchten Ohren und das spitze Nasenblatt. Die Tiere erreichen eine Kopfrumpflänge von 76 bis 88 Millimetern und ein Gewicht von rund 32 Gramm. Der kurze Schwanz wird 12 bis 21 Millimeter lang.
Fransenlippenfledermäuse sind vom südlichen Mexiko bis Bolivien und ins südliche Brasilien verbreitet. Ihr Lebensraum sind vorwiegend Wälder, manchmal kommen sie auch auf Plantagen vor. Als Schlafquartiere dienen ihnen Baumhöhlen, Höhlen oder Gebäude.
Die Nahrung dieser Tiere besteht aus Insekten und kleinen Wirbeltieren. Besonders ihre Jagd auf Frösche hat sie bekannt gemacht. Frösche quaken in der Nacht oft in Gruppen, um Weibchen anzulocken. Fransenlippenfledermäuse orientieren sich an diesen Geräuschen und können so bis zu 12 Tiere pro Stunde erlegen. Bleiben die Frösche stumm, ist die Ausbeute der Fledermäuse weit geringer. Die Fransenlippenfledermäuse sind darüber hinaus in der Lage, anhand der Quakgeräusche einzelne Froscharten zu identifizieren; so können sie giftige von genießbarer Beute unterscheiden.